# Chersonisos (Gemeinde)
Chersonisos (griechisch Χερσόνησος, formeller Gemeindename griechisch Δήμος Χερσονήσου) ist eine Gemeinde (Δήμος, Dimos) im Regionalbezirk Iraklio auf der griechischen Mittelmeerinsel Kreta.
Chersonisos liegt 26 km östlich der Inselhauptstadt Iraklio und bildet seit 40 Jahren zusammen mit den Nachbarorten Gouves, Stalida und Malia die größte touristische Region der Insel Kreta.

## Verwaltungsgliederung
Die Gemeinde Chersonisos wurde durch den Zusammenschluss der seit 1997 bestehenden Gemeinden Gouves, Chersonissos, Episkopi und Malia im Rahmen der Verwaltungsreform 2010 (Kallikratis-Programm) gegründet. Verwaltungssitz ist Gournes. Die bisherigen Gemeinden haben Gemeindebezirks-Status.
| Gemeindebezirk | griechischer Name           | Code   | Fläche (km²) | Einwohner 2011 | Ortsgemeinschaften (Τοπική Κοινότητα)                                          | Lage |
| -------------- | --------------------------- | ------ | ------------ | -------------- | ------------------------------------------------------------------------------ | ---- |
| Episkopi       | Δημοτική Ενότητα Επισκοπής  | 710802 | 45,740       | 02.291         | Episkopi, Aitania, Galifa, Kenourgio Chorio, Sgourokefali                      |      |
| Gouves         | Δημοτική Ενότητα Γουβών     | 710801 | 94,836       | 10.731         | Gouves, Anopoli, Elea, Epano Vathia, Kalo Chorio, Kato Vathia, Koxari, Charaso |      |
| Chersonisos    | Δημοτική Ενότητα Χερσονήσου | 710804 | 70,905       | 08.262         | Limenas Chersonisou, Avdou, Gonies Pediados, Keras, Potamies, Chersonisos      |      |
| Malia          | Δημοτική Ενότητα Μαλίων     | 710801 | 60,105       | 05.433         | Malia, Krasi, Mochos                                                           |      |
| Gesamt         | Gesamt                      | 7108   | 271,586      | 26.717         |                                                                                |      |